# Истья (приток Оки)
Истья — река в Рязанской области России. Длина реки составляет 94 км, площадь водосборного бассейна — 1020 км².

## География
Протекает по территории Захаровского, Пронского, Старожиловского и Спасского районов. Исток находится в районе сёл Байдики и Спасские Выселки Захаровского района. Верхнее течение имеет юго-восточное направление, затем меняющееся на восточное и северо-восточное. Ниже деревни Острая Лука впадает в реку Оку в 632 км от её устья по правому берегу.
На реке расположен посёлок городского типа Старожилово — административный центр Старожиловского района и муниципального образования «городское поселение Старожиловское».

## Данные водного реестра
По данным государственного водного реестра России и геоинформационной системы водохозяйственного районирования территории РФ, подготовленной Федеральным агентством водных ресурсов:
- Бассейновый округ — Окский
- Речной бассейн — Ока
- Речной подбассейн — бассейны притоков Оки до впадения реки Мокши
- Водохозяйственный участок — Ока от г. Рязани до водомерного поста села Копаново[3] без реки Прони
- Код водного объекта — 09010102212110000025058

## Притоки
(расстояние от устья)
- 17 км — река Полька (лв)
- 36 км — река Меча (пр)
- 41 км — река Новешка (лв)
- 72 км — река Казачья (лв)

## Карты
- Лист карты N-37-67. Масштаб: 1 : 100 000. Издание 1985 г. (верхнее течение)
- Лист карты N-37-68. Масштаб: 1 : 100 000. Указать дату выпуска/состояния местности. (среднее течение)
- Лист карты N-37-69 Лесной. Масштаб: 1 : 100 000. Состояние местности на 1980 год. Издание 1985 г. (нижнее течение)